# Código Civil de la República Argentina
El Código Civil de la República Argentina fue el cuerpo legal que, hasta el 2015, reunía las bases del ordenamiento jurídico en materia civil en la Argentina. Fue redactado por Dalmacio Vélez Sarsfield, como culminación de una serie de intentos de codificación civil que tuvieron lugar en el país. Fue aprobado por el Congreso de la Nación a libro cerrado, es decir, sin modificaciones, el 25 de septiembre de 1869, mediante la Ley n.º 340, promulgada el 29 de septiembre del mismo año, entrando vigencia el 1 de enero de 1871. Con numerosas modificaciones desde ese entonces, constituyó la base del Derecho civil argentino hasta el 1 de agosto de 2015, cuando entró en vigencia el Código Civil y Comercial de la Nación.
El código de Vélez Sarsfield refleja la influencia del Derecho continental y de los principios liberales del siglo XVII, siendo sus principales fuentes el Código Civil de Chile, Código Civil de Francia y sus comentaristas, la legislación colonial española que aún estaba vigente en la Argentina, el Derecho romano (en especial a través de la obra de Savigny), el Derecho canónico, el Esboço de um Código Civil para o Brasil de Teixeira de Freitas y diversos códigos que habían sido promulgados por influencia del movimiento codificador de la época.
La aprobación del Código Civil argentino era necesaria por motivos jurídicos y políticos. Con ella se dotaría de unidad y coherencia a la legislación civil, ausente hasta ese entonces por la dispersa legislación vigente en el territorio argentino. Dichas unidad y coherencia, traerían consigo dos beneficios jurídicos muy importantes: facilitaría el conocimiento del Derecho por parte de los habitantes, y la aplicación por parte de los jueces. Asimismo, afianzarían la independencia política del país, a través de la independencia legislativa, y la unidad nacional, por la supremacía del código sobre la legislación provincial.
A pesar de la estabilidad que el Código Civil le proporcionó al ordenamiento jurídico argentino, no estuvo exento a lo largo de la historia de diversas modificaciones, que resultaron necesarias para regular adecuadamente una sociedad que presentó grandes cambios a nivel social, político y económico. 
La reforma más importante que sufrió el código fue producto de la Ley n.º 17711, de 22 de abril de 1968. Si bien esta ley reformó aproximadamente un 5 % del articulado, se destaca por el cambio de orientación que experimentaron algunas de las instituciones reguladas. Además, existieron una serie de proyectos de reforma que no fueron llevados a la práctica. Estos proyectos no solo proponían la reforma de las instituciones y un cambio de método, sino que uno propuso también su unificación con el Código de Comercio, a imitación del italiano y otros cuerpos legales similares.

## Antecedentes

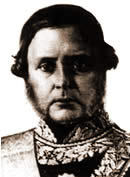
Durante el gobierno de Justo José de Urquiza fueron impulsados varios proyectos sobre esta materia.

La codificación en la República Argentina fue parte de un proceso que se dio a escala mundial debido a las ventajas que otorgaba este sistema. Si bien existieron anteriormente codificaciones, las realizadas durante finales del siglo XVIII y el siglo XIX tuvieron una gran influencia en la redacción del Código Civil de la Argentina. Gracias a ellas existieron diferentes intentos de codificación civil en la República Argentina durante la primera mitad del siglo XIX, pero finalmente fue llevado a cabo en 1869.
La unificación del país y el crecimiento y fortalecimiento político demandaban la codificación de las leyes civiles ya que no se podía mantener la incertidumbre de una legislación inadecuada, dictada para la nación española.
Con anterioridad al Código Civil se habían realizado varios ensayos, los cuales no tuvieron éxito. En 1824 Juan Gregorio de Las Heras designó, mediante un decreto, una comisión encargada de redactar el Código de Comercio y otra encargada de redactar el Código Militar, pero ninguno de los dos proyectos fueron realizados. En 1831 la Legislatura de Buenos Aires adoptó el Código de Comercio español redactado en 1829 y nombró una comisión para que le realizara las reformas convenientes. En 1852 Justo José de Urquiza creó una comisión de 14 miembros para la redacción de los Códigos Civil, Penal, Comercial y de Procedimientos; pero la revolución del 11 de septiembre de ese año, que culminó con la separación de la Provincia de Buenos Aires de la Confederación Argentina, impidió que el proyecto fuera concretado.
La Constitución argentina de 1853, en el inciso 11 del artículo 67, facultó al Congreso para dictar los Códigos Civil, Comercial, Penal y de Minería. A efectos de cumplir con el mandato constitucional Facundo Zuviría propició ante el Senado de la Confederación una ley que facultaba al Poder Ejecutivo el nombramiento de una comisión para esos fines. La ley fue sancionada y promulgada por Urquiza, pero por motivos financieros la iniciativa fue postergada.
En el Estado de Buenos Aires la iniciativa para la propulsión de un Código Civil tuvo la misma suerte. El 17 de octubre de 1857 se sancionó una ley que autorizaba al Poder Ejecutivo a utilizar los fondos necesarios para la redacción de los Códigos Civil, Criminal y de Procedimientos, pero la iniciativa se vio finalmente frustrada. Sin embargo, el Código de Comercio no corrió la misma suerte: la redacción de este código había sido encargada a Dalmacio Vélez Sarsfield y Eduardo Acevedo Maturana quienes la enviaron a la Legislatura para su aprobación. Finalmente el Código de Comercio del Estado de Buenos Aires fue sancionado en 1859, siendo este mismo código el adoptado por la Nación en 1862 y modificado en 1889.

### Legislación vigente antes de su sanción

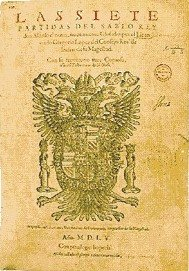
Portada de las Siete Partidas.

Hasta la sanción del Código la legislación argentina se basaba en la española, previa a la Revolución de Mayo, y en la llamada legislación patria.

#### Legislación española
La legislación española vigente en el país era la Nueva Recopilación de 1567 ya que la Novísima Recopilación de 1805 no tuvo aplicación antes de la revolución. La Nueva Recopilación contenía leyes provenientes del Fuero Real, el Ordenamiento de Alcalá, el Ordenamiento de Montalvo y las Leyes de Toro. El orden de prelación era el siguiente: 1.º) Nueva Recopilación, 2.º) Fuero Real, 3.º) Fuero Juzgo, 4.º) Fuero Viejo de Castilla, 5.º) las Partidas. Sin embargo debido al prestigio, la extensión de las materias tratadas y al mayor conocimiento que tenían de ellas los jueces y abogados, se aplicaban ordinariamente las Siete Partidas.

#### Legislación patria
La legislación patria se componía de las leyes sancionadas por los gobiernos nacionales y provinciales. Estas leyes eran consideradas de menor importancia comparadas con la legislación española y no la alteraron, conforme al principio según el cual la emancipación política deja subsistente el Derecho privado anterior, hasta que el nuevo Estado en ejercicio de su soberanía disponga de otra manera. Las principales leyes nacionales eran la de libertad de vientres y de los esclavos que entraren al territorio (1813), la de supresión de mayorazgos (1813), la de enfiteusis (1826), y la de supresión del retracto gentilicio (1868) o derecho del pariente más próximo dentro del 4.º grado para adquirir los bienes raíces de la familia vendidos a un extraño.
También existieron diversas leyes y decretos provinciales que modificaban diferentes instituciones, ejemplos de esto fue la emancipación por habilitación de edad o emancipación dativa (dictada por Buenos Aires el 17 de noviembre de 1824, por Tucumán el 1 de septiembre de 1860 y por Entre Ríos el 10 de marzo de 1866); la determinación del domicilio en el lugar de la estancia principal (dictada por Buenos Aires el 16 de septiembre de 1859); sobre libros de nacimientos, matrimonios y defunciones a cargo de los curas párrocos (dictada por Buenos Aires el 19 de diciembre de 1821, por Jujuy el 7 de septiembre de 1836 y Santa Fe el 17 de mayo de 1862); sobre restricciones y límites al dominio (dictada por Buenos Aires el 27 de julio de 1865, por Jujuy el 24 de febrero de 1855 y el 7 de marzo de 1857, por Córdoba el 27 de agosto de 1868); y sobre arrendamientos de campos (dictada por Santa Fe el 31 de julio de 1837).

## Redacción y sanción

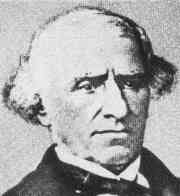
Dalmacio Vélez Sarsfield, redactor del Código Civil.

La República Argentina había intentado sin éxito sumarse al movimiento codificador que tomaba impulso en algunas de las potencias mundiales. La codificación conllevaría grandes ventajas a una legislación que se caracterizaba por su dispersión, y por consiguiente, de difícil aplicación. Este sistema dotaría principalmente de unidad y coherencia a la legislación civil, y de esta forma facilitaría su conocimiento y aplicación.
También existían razones de nacionalismo jurídico que influyeron en su impulso, ya que se consideraba necesario reafirmar la independencia política, conseguida hace décadas, mediante la independencia legislativa. La legislación más influyente en el Derecho argentino era hasta ese momento la legislación española sancionada hace siglos, ya que el Derecho patrio era de escasa influencia en el Derecho privado.
Por último, la sanción de un código supondría un instrumento muy eficaz para consolidar la unión nacional, que había sido conseguida con mucho esfuerzo pocos años atrás. La unificación podría haberse visto dañada si las provincias hubiesen mantenido en vigencia sus propias leyes, o hubiesen sancionado nuevas para subsanar los errores de la legislación española, de manera independiente, en lugar de hacerlo mancomunadamente.
El 6 de junio de 1863 fue sancionada la Ley n.º 36, iniciativa del diputado correntino José María Cabral, que facultaba al Poder Ejecutivo a nombrar comisiones encargadas de redactar los proyectos de los Códigos Civil, Penal, de Minería y de las ordenanzas del Ejército. Si bien esta ley facultaba la creación de comisiones pluripersonales, el presidente Bartolomé Mitre decidió encargarle la tarea a una sola persona, Dalmacio Vélez Sarsfield, mediante un decreto fechado el 20 de octubre de 1864.
Vélez Sarsfield redactó el proyecto del Código Civil sin colaboradores, sino con la ayuda de algunos amanuenses que pasaban en limpio sus borradores. Estos amanuenses fueron Victorino de la Plaza, quien luego sería Presidente de la Nación, Eduardo Díaz de Vivar y la hija de Vélez Sarsfield, Aurelia. Para realizar esta tarea, el codificador se recluyó en una quinta de su propiedad ubicada en Almagro; en el solar que hoy ocupa el Hospital Italiano ( donde figura la placa) en la calle Gascón 450 de la Ciudad de Buenos Aires, donde redactó los borradores que sus ayudantes pasaron en limpio. Este ejemplar en limpio fue entregado al Gobierno para su impresión y luego destruido. Los borradores se encuentran actualmente en la Universidad Nacional de Córdoba.

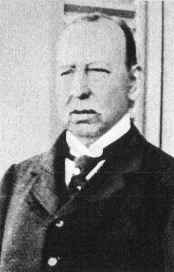
Victorino de la Plaza, futuro Presidente de la Nación, fue uno de los ayudantes de Vélez Sarsfield.

A medida que Vélez Sarsfield completaba su obra la enviaba al Poder Ejecutivo. De esta forma se dispuso su impresión y su distribución entre los legisladores, magistrados, abogados «y personas competentes, a fin de que estudiándose desde ahora váyase formando a su respecto la opinión para cuando llegue la oportunidad de ser sancionado». De esta forma, en 1865 terminó y entregó el libro I, las dos primeras secciones del libro II en 1866, la tercera sección de ese libro a principios de 1867, el libro III en 1868 y el libro IV en 1869. De esta forma completó la tarea luego de cuatro años y dos meses de trabajo.
Terminado el proyecto, el presidente Domingo Faustino Sarmiento envió el 25 de agosto de 1869 una nota al Congreso propiciando la ley que pusiera en vigencia el proyecto del Código Civil. En el mensaje Sarmiento recomendaba que se le diera vigencia en forma inmediata, «confiando su reforma a la acción sucesiva de las leyes, que serán dictadas a medida que la experiencia determine su necesidad».
La Cámara de Diputados aprobó el proyecto el 22 de septiembre de 1869, luego de que fueran rechazadas diferentes propuestas de aplazamiento y objeciones al tratamiento a libro cerrado. La Cámara determinó como fecha de vigencia el 1 de enero de 1871. El proyecto pasó a la Cámara de Senadores, donde fue sancionada el 29 de septiembre y luego promulgada por Sarmiento el 29 de septiembre de ese año como Ley n.º 340.
El proyecto fue sancionado a libro cerrado, algo que según Llambías no es discutible:

Los cuerpos parlamentarios, por su composición y funcionamiento, carecen de idoneidad para emprender el estudio y debate analítico de una obra científica de tan delicado carácter sistemático como es un Código. Lo verosímil es esperar que semejante debate resulte inorgánico e interminable y que en caso de prosperar las enmiendas que se auspicien quede arruinada la coherencia del sistema general, por no haberse comprendido que la principal de las ventajas de las codificaciones reside en esa metodización de la ley, que permite luego obtener de ella el máximo rendimiento.

En el solar donde hoy se encuentra el Hospital Italiano, Gascón 450, hoy barrio de Almagro, Ciudad de Buenos Aires; allí se encontraba la quinta de Vélez Sarsfield, donde escribió el Código Civil de Argentina.

### Derecho canónico

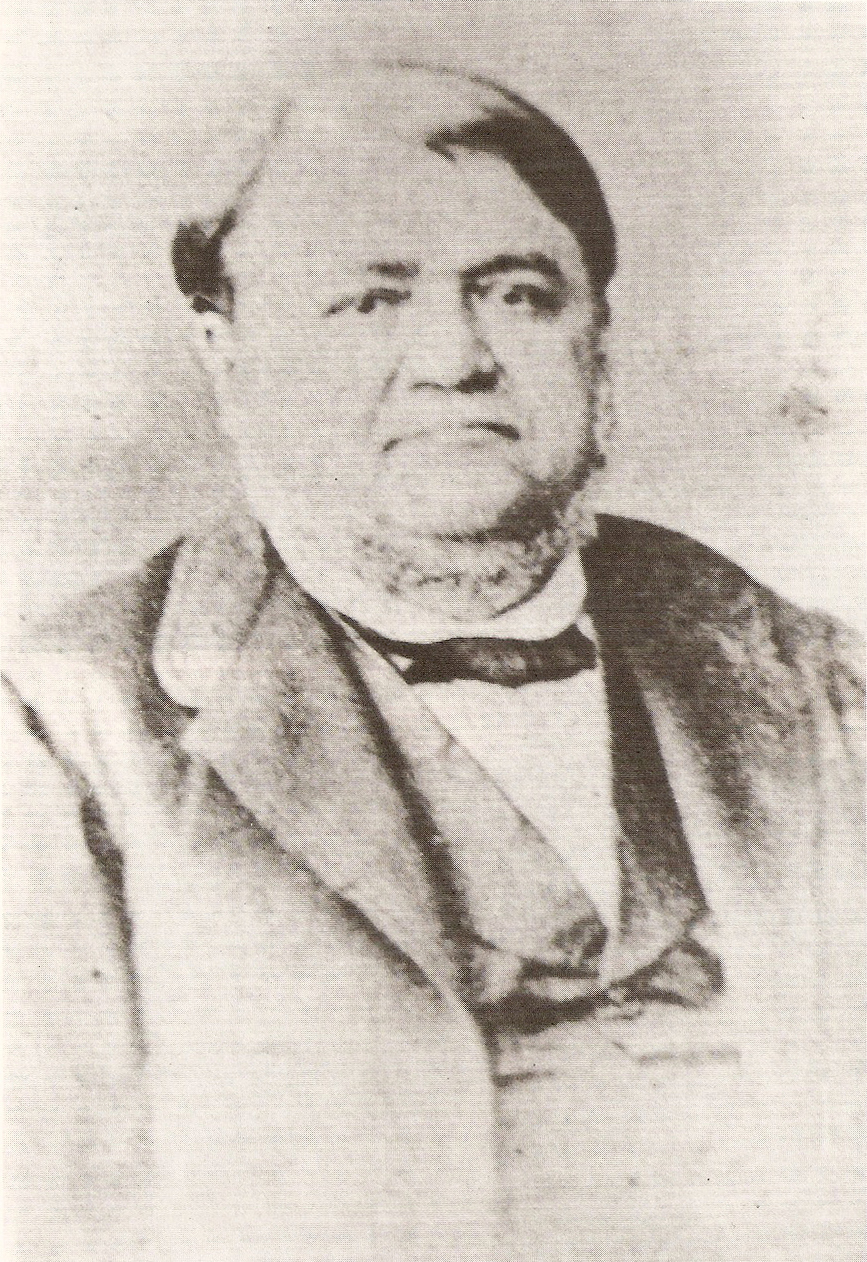
La obra de Augusto Teixeira de Freitas fue una de las fuentes del Código Civil Argentino.

### La obra de Freitas

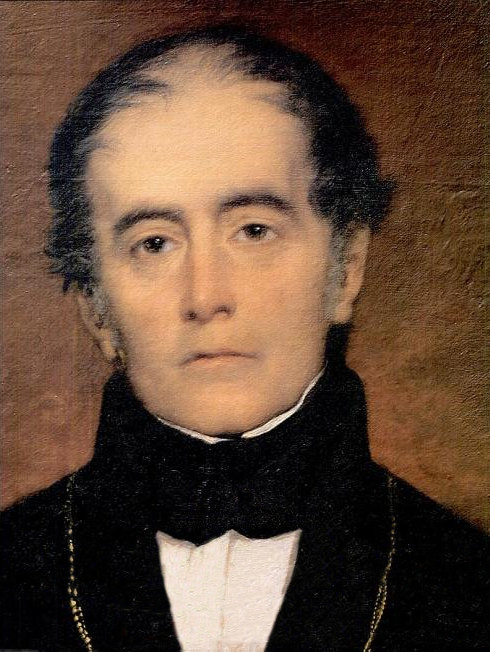
El Código Civil de Chile, redactado por Andrés Bello, fue una de las principales fuentes del Código Civil Argentino

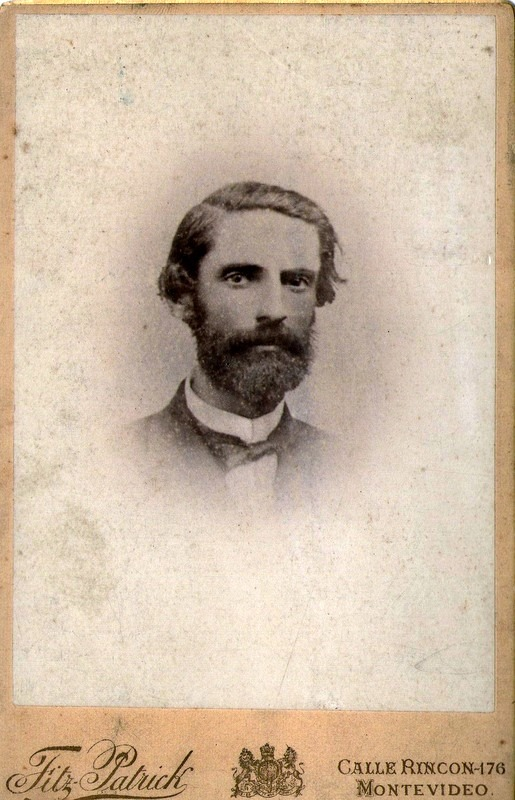
El proyecto de Código Civil de Uruguay de Eduardo Acevedo fue una de las fuentes del Código Civil Argentino

## Leyes de Fe de Erratas

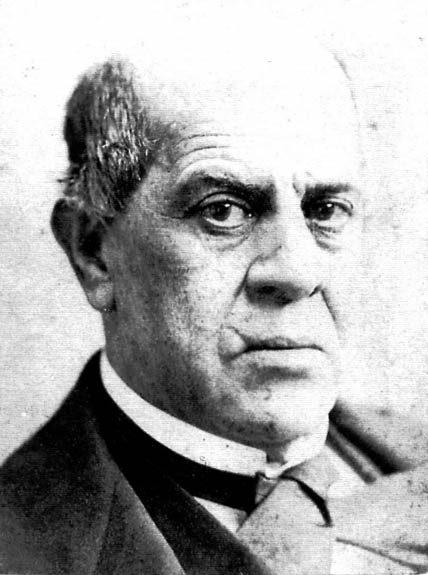
El Presidente Domingo Faustino Sarmiento realizó importantes gestiones para la corrección de los errores que poseía el Código Civil.